# ويليام أوهارا مارتن
ويليام أوهارا مارتن (بالإنجليزية: William O'Hara Martin)‏ هو مصرفي أمريكي، ولد في 9 سبتمبر 1845، وتوفي في 14 سبتمبر 1901.